# Donkey Konga 2
Donkey Konga 2 (Japans: ドンキーコンガ２　ヒットソングパレード) is het eerste vervolg op Donkey Konga en werd op 3 juni 2005 gelanceerd op de Nintendo GameCube. In het spel moet de speler met behulp van de DK Bongo's trommelen op het ritme van verschillende liedjes. Op het einde van het liedje worden alle juiste slagen opgeteld en omgezet in punten waarmee nieuwe liedjes kunnen worden vrijgespeeld.

## Liedjes

### Pop
- All Star
- I'm a Slave 4 U
- Losing My Religion
- Are You Ready For Love?
- Trouble
- Boombastic
- Shiny Happy People
- Sidewalks
- Runaway Train
- Don't Let Me Get Me
- Breakfast At Tiffany's
- Enjoy the Silence

### Rock
- Drive
- Predictable
- I Don't Want to Know (If You Don't Want Me)
- Mansize Rooster
- Pumping On Your Stereo
- I Just Wanna Live

### Dance
- Contact

### Disco
- Jungle Boogie
- That's The Way (I Like It)

### Latin
- La Bamba
- Don't Let Me Be Misunderstood
- La Cucaracha

### Klassiek
- Habanera
- Trepak (Nutcracker Suite)
- William Tell Overture
- Eine kleine Nachtmusik

### Videospelsoundtracks
- Green Greens (Kirby Theme)
- Super Mario Bros. 3
- Donkey Konga 2 Theme
- Kanto Theme (Pokémon)
- Mute City Theme (F-Zero)

## Ontvangst
| Beoordeeld door       | Datum           | Score |
| --------------------- | --------------- | ----- |
| NintendoWorldReport   | 14 juli 2004    | 85%   |
| MAN!AC                | 3 juni 2005     | 83%   |
| NintendoWorldReport   | 10 mei 2005     | 80%   |
| Nintendo Difference   | 1 augustus 2005 | 80%   |
| IGN                   | 4 mei 2005      | 80%   |
| Kombo.com             | 30 mei 2005     | 70%   |
| 4Players.de           | 15 juni 2005    | 60%   |
| Cheat Code Central    | 2005            | 50%   |
| Eurogamer.net (GB)    | 13 juni 2005    | 50%   |
| The Video Game Critic | 4 februari 2006 | 33%   |

Lijst van Donkey Kong-spellen